# Michael Foster (musicista)
Michael Foster (Richmond, 9 dicembre 1964) è un batterista statunitense, membro dei FireHouse con i quali ha raggiunto ampio successo commerciale nei primi anni novanta.

## Biografia
Cominciò a suonare la batteria sin da piccolo invogliato dai genitori. All'età di 5 anni gli venne regalato il suo primo strumento.
Negli anni ottanta si unì alla band White Heat del chitarrista Bill Leverty, con cui poco dopo darà vita ai FireHouse insieme a C.J. Snare e Perry Richardson.